# Пію колумбійський
Пію колумбійський (Synallaxis fuscorufa) — вид горобцеподібних птахів родини горнерових (Furnariidae). Ендемік Колумбії.

## Опис

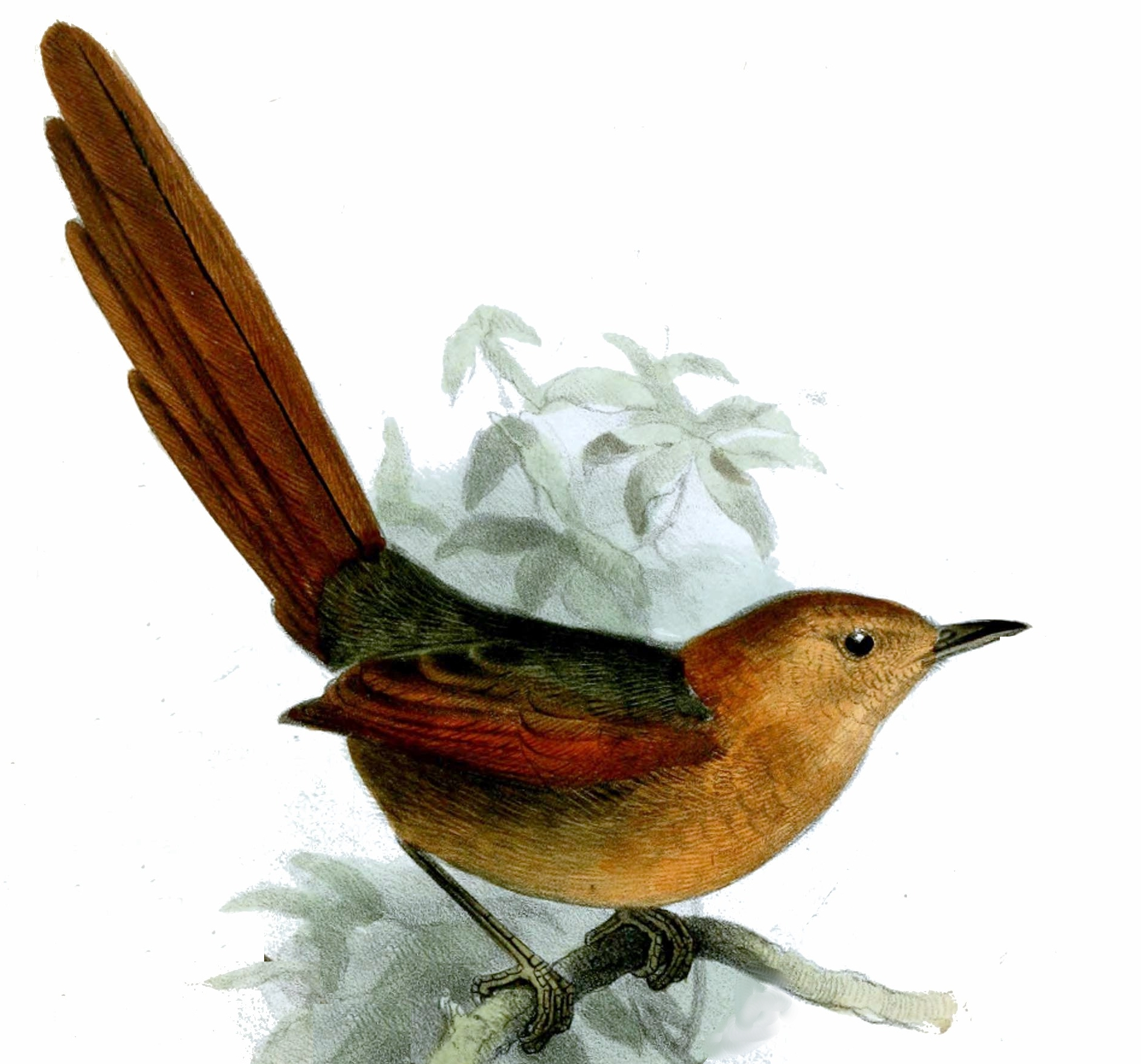
Колумбійський пію

Довжина птаха становить 16-18 см, вага 15-17 г. Голова, шия, верхня частина грудей, крила і хвіст руді, спина і боки сірувато-оливкові. На горлі чорна пляма. Дзьоб і лапи темні.

## Поширення і екологія
Колумбійські пію мешкають на схилах гірського масиву Сьєрра-Невада-де-Санта-Марта на півночі Колумбії. Вони живуть в підліску вологих гірських тропічних лісів, на узліссях і в чагарникових заростях. Зустрічаються переважно на висоті від 2000 до 3000 м над рівнем моря. іноді трапляються на висоті 900 м над рівнем моря, парами або невеликими сімейнийми зграйками. Іноді приєднуються до змішаних зграй птахів. Живляться безхребетними, яких шукають серед рослинності на висоті від 0,5 до 7 м над землею. Сезон розмноження триває з січня по червень.

## Збереження
МСОП класифікує цей вид як вразливий. За оцінками дослідників, популяція колумбійських пію становить від 3500 до 15000 птахів. Їм загрожує знищення природного середовища.